# Église Saint-Léopold de Donaufeld
L’église Saint-Léopold (Kirche zum Heiligen Leopold) est l'église catholique de la paroisse de Donaufeld, quartier de Floridsdorf, le 21e arrondissement de Vienne.
Située sur la Kinzerplatz, elle culmine à 96 mètres, ce qui en fait la troisième plus haute église de Vienne. La construction a été achevée en 1914. Des plans plus anciens afin d'ériger la bâtisse en tant que cathédrale ont été abandonnés quand Floridsdorf a fusionné avec Vienne en 1904.
Elle est dédiée à saint Léopold, saint patron de l'Autriche.

## Liens externes

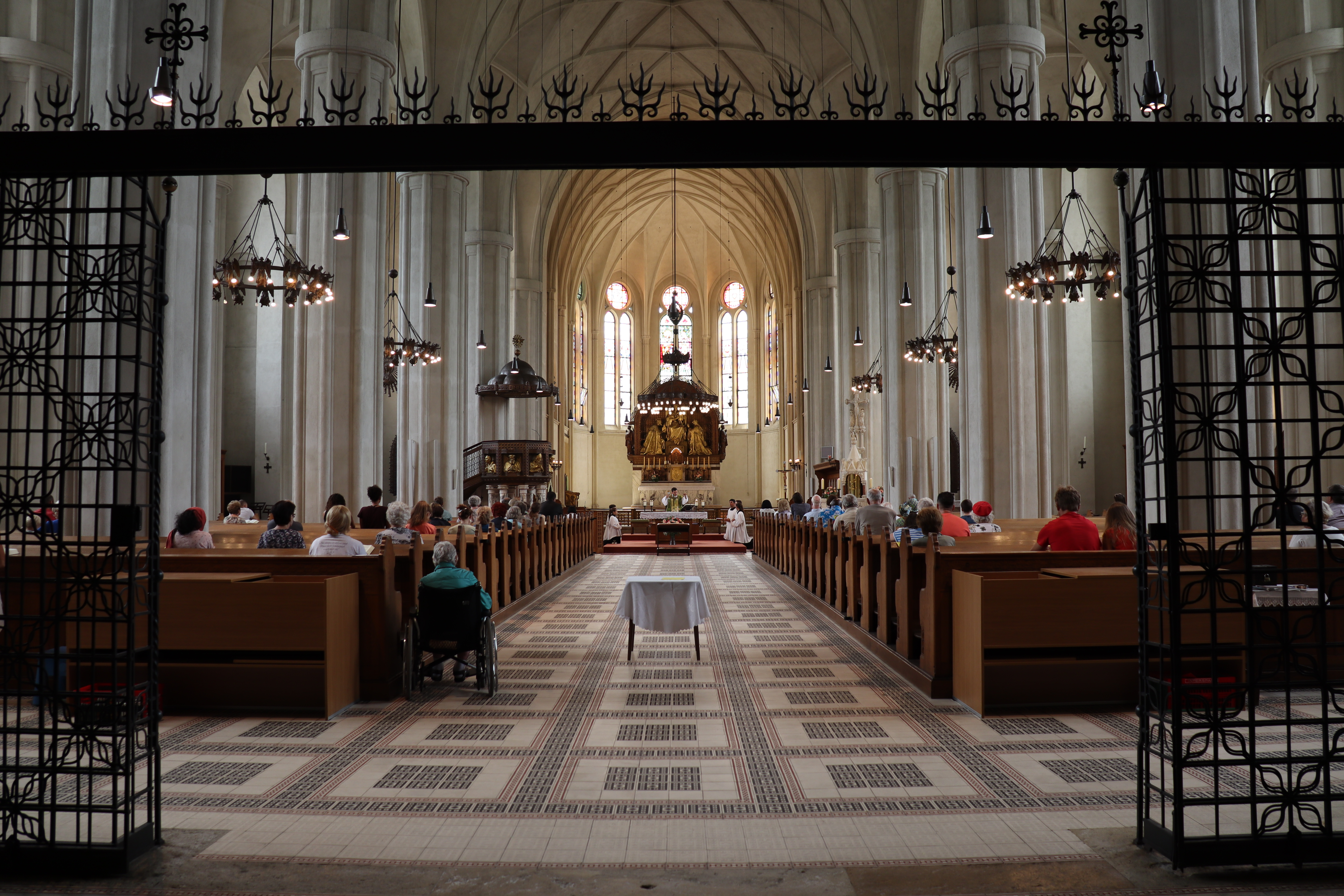
Interieur